# 平岛公方
平岛公方（日语：／），又称阿波公方，是室町幕府第11代将军足利义澄的次子足利义维的子孙的称谓。这个家族是足利将军家的一个分支。由于其与源氏血脉的关联，平岛公方的成员也被称为“平岛源公”或“平薹源公”，以示对其源氏身份的尊崇。
平岛公方世代居住于阿波国平岛庄古津（今德岛县阿南市那贺川町古津）及其周边区域。尽管被称为“公方”，但实际上，这一支系中唯一担任过幕府将军的是第14代将军足利义荣。